# Seznam francoskih kitaristov
Seznam francoskih kitaristov.

## C
- Antoine Carré
- Matthieu Chedid
- Chico Bouchikhi
- Napoléon Coste

## D
- Marcel Dadi (1951-1996)
- Sacha Distel
- Roland Dyens

## E
- Matt Elliott (angleško-francoski)

## G
- Grégoire (Boissenot)

## K
- Norbert Krief

## L
- Alexandre Lagoya

## P
- Alberto Ponce

## R
- Django Reinhardt

## S
- Tina S
- Pedro Soler

## T
- Serge Teyssot-Gay

## V
- Caterina Valente